# Coulommes
Coulommes ist eine französische Gemeinde mit 534 Einwohnern (Stand: 1. Januar 2022) im Département Seine-et-Marne in der Region Île-de-France. Sie gehört zum Arrondissement Meaux und zum Kanton Serris (bis 2015: Kanton Crécy-la-Chapelle). Die Einwohner werden Coulommois genannt.

## Geographie
Coulommes liegt etwa 43 Kilometer östlich von Paris. Umgeben wird Coulommes von den Nachbargemeinden Boutigny im Norden, Vaucourtois im Osten, Sancy im Südosten, Crécy-la-Chapelle im Süden sowie Bouleurs im Westen und Südwesten.
Am nordwestlichen Rand der Gemeinde führt die Autoroute A4 entlang.

## Bevölkerungsentwicklung
| Jahr                      | 1962 | 1968 | 1975 | 1982 | 1990 | 1999 | 2006 | 2013 |
| Einwohner                 | 191  | 265  | 278  | 317  | 361  | 394  | 411  | 412  |
| Quelle: Cassini und INSEE |      |      |      |      |      |      |      |      |

## Sehenswürdigkeiten

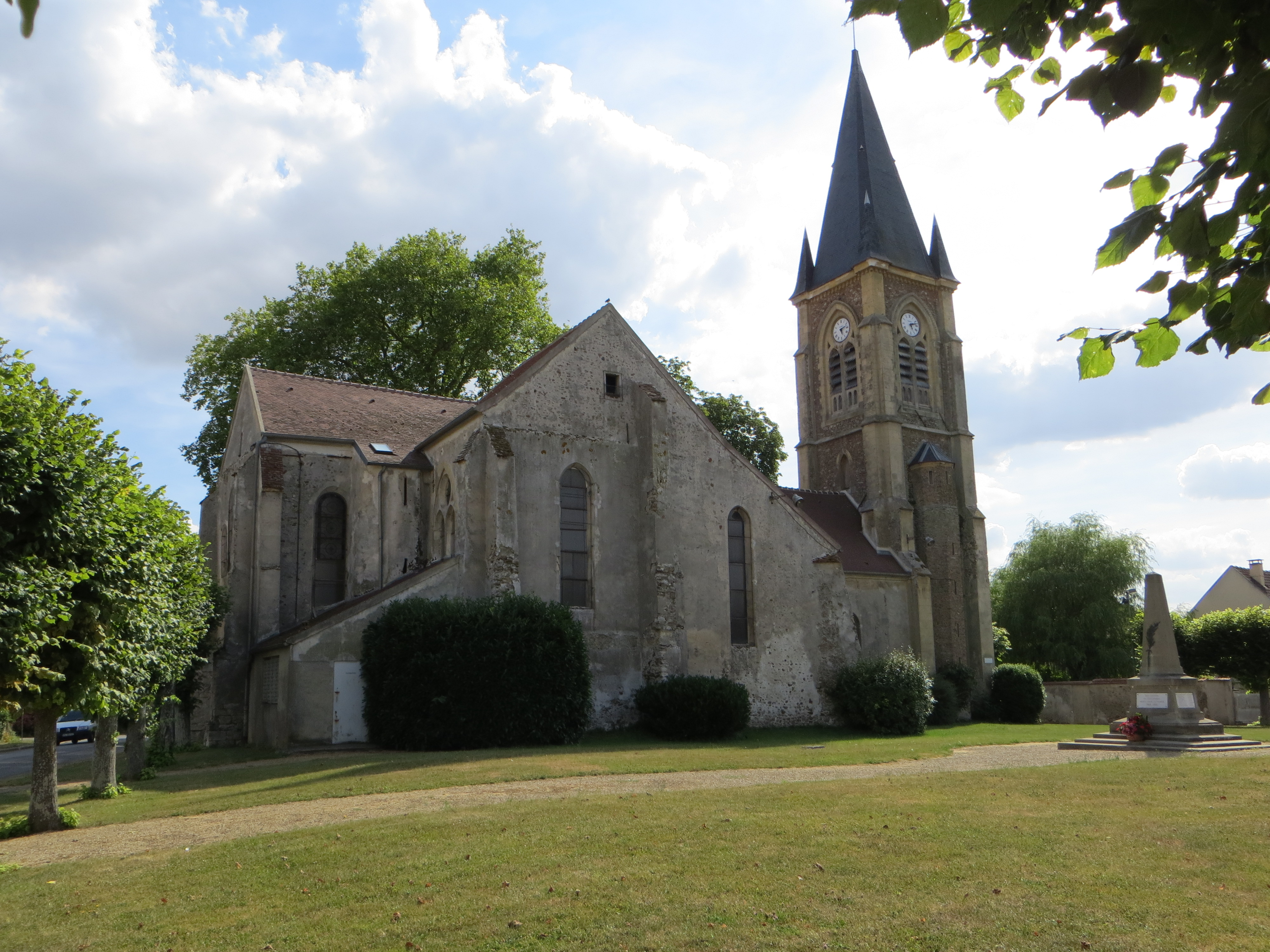
Kirche Saint-Laurent

- Kirche Saint-Laurent
- Taubenturm (Monument historique)

## Trivia
Besondere Aufmerksamkeit zog der Kriminalfall Lydia Gouardo auf sich. So wurde 1999 bekannt, dass die Dorfgemeinschaft wusste, dass die Betroffene jahrzehntelang von ihrem Adoptivvater sexuell missbraucht wurde.